# Damion Lee

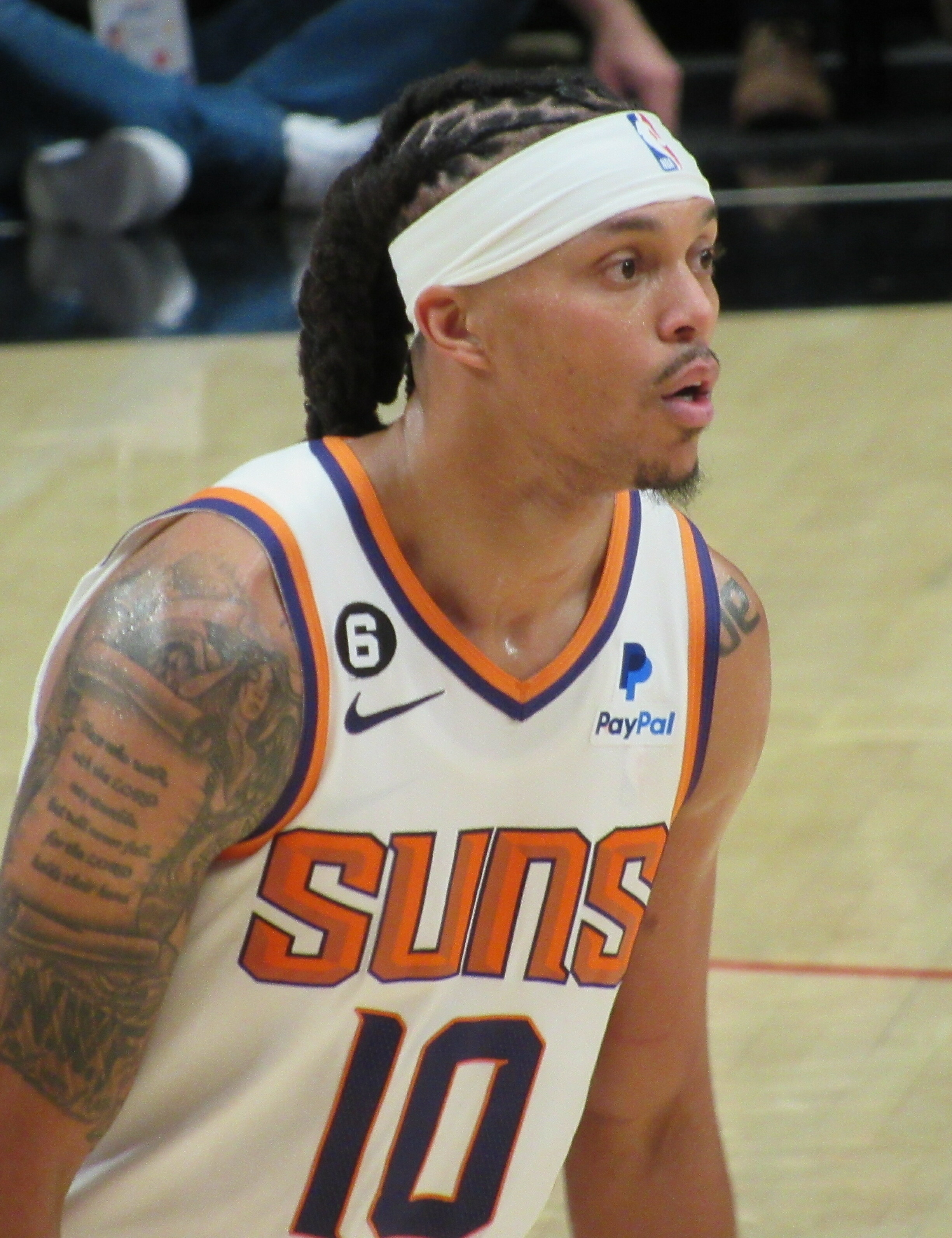
Damion Lee, 2022.

Damion Lee, född 21 oktober 1992 i Baltimore i Maryland, är en amerikansk professionell basketspelare (SG/SF) som spelar för Phoenix Suns i National Basketball Association (NBA). Han har tidigare spelat för Atlanta Hawks och Golden State Warriors.
Lee blev aldrig NBA-draftad.
Innan han blev proffs studerade Lee först på Drexel University och spelade för deras idrottsförening Drexel Dragons. Han blev senare överförd till University of Louisville för spel i Louisville Cardinals.